# Halowe Mistrzostwa Europy w Lekkoatletyce 2019 – skok wzwyż mężczyzn
Skok wzwyż mężczyzn – jedna z konkurencji technicznych rozgrywanych podczas halowych lekkoatletycznych mistrzostw Europy w hali Emirates Arena w Glasgow. Tytułu mistrza sprzed dwóch lat nie obronił Sylwester Bednarek, który tym razem zajął 6. miejsce.

## Terminarz
| Data    | Godzina |              |
| ------- | ------- | ------------ |
| 1 marca | 12:30   | Kwalifikacje |
| 2 marca | 18:00   | Finał        |

## Statystyka

### Rekordy
Tabela prezentuje halowy rekord świata, rekord Europy w hali, rekord halowych mistrzostw Europy, a także najlepsze osiągnięcia w hali w Europie i na świecie w sezonie 2019 przed rozpoczęciem mistrzostw.
|                                               | Zawodnik          | Wynik | Miejsce         | Data                |
| --------------------------------------------- | ----------------- | ----- | --------------- | ------------------- |
| Rekord świata                                 | Javier Sotomayor  | 2,43  | Budapeszt       | 4 marca 1989(dts)   |
| Rekord Europy                                 | Carlo Thränhardt  | 2,42  | Berlin Zachodni | 26 lutego 1988(dts) |
| Rekord mistrzostw Europy                      | Stefan Holm       | 2,40  | Madryt          | 6 marca 2005(dts)   |
| Najlepszy wynik na świecie w 2019 roku (hala) | Naoto Tobe        | 2,35  | Karlsruhe       | 2 lutego 2019(dts)  |
| Najlepszy wynik w Europie w 2019 roku (hala)  | Gianmarco Tamberi | 2,32  | Ankona          | 15 lutego 2019(dts) |

### Najlepsze wyniki w Europie
Poniższa tabela przedstawia 10 najlepszych rezultatów na Starym Kontynencie w sezonie 2019 przed rozpoczęciem mistrzostw.

W zestawieniu nie ujęto rosyjskich lekkoatletów zawieszonych z powodu afery dopingowej, z wyłączeniem startujących w mistrzostwach jako autoryzowani lekkoatleci neutralni.
| Pozycja | Zawodnik              | Reprezentacja                      | Wynik | Data                | Miejsce          |
| ------- | --------------------- | ---------------------------------- | ----- | ------------------- | ---------------- |
| 1.      | Gianmarco Tamberi     | Włochy                             | 2,32  | 15 lutego(dts) br   | Ankona           |
| 2.      | Andrij Procenko       | Ukraina                            | 2,30  | 8 lutego(dts) br    | Sumy             |
| 3.      | Tichomir Iwanow       | Bułgaria                           | 2,28  | 16 lutego(dts) br   | Stambuł          |
| 4.      | Ilja Iwaniuk          | Autoryzowani lekkoatleci neutralni | 2,27  | 1 lutego(dts) br    | Val-de-Reuil     |
| 4.      | Konstandinos Baniotis | Grecja                             | 2,27  | 9 lutego(dts) br    | Bańska Bystrzyca |
| 6.      | Chris Baker           | Wielka Brytania                    | 2,26  | 26 stycznia(dts) br | Hustopeče        |
| 6.      | Martin Heindl         | Czechy                             | 2,26  | 26 stycznia(dts) br | Hustopeče        |
| 6.      | Sylwester Bednarek    | Polska                             | 2,26  | 26 stycznia(dts) br | Hustopeče        |
| 6.      | Alperen Acet          | Turcja                             | 2,26  | 16 lutego(dts) br   | Stambuł          |
| 6.      | Mateusz Przybylko     | Niemcy                             | 2,26  | 17 lutego(dts) br   | Lipsk            |
| 6.      | Falk Wendrich         | Niemcy                             | 2,26  | 17 lutego(dts) br   | Lipsk            |

Pogrubioną czcionką oznaczono zawodników, którzy wystartowali na mistrzostwach.

## Rezultaty

### Kwalifikacje
Do kwalifikacji przystąpiło 19 skoczków. Awans do finału dawało osiągnięcie wysokości 2,28 (Q) lub zajęcie jednego z pierwszych ośmiu miejsc (q).
Opracowano na podstawie materiału źródłowego.
| Poz. | Zawodnik              | Reprezentacja                      | 2,10 | 2,16 | 2,21 | 2,25 | 2,28 | Rezultat | Uwagi |
| ---- | --------------------- | ---------------------------------- | ---- | ---- | ---- | ---- | ---- | -------- | ----- |
| 1.   | Mateusz Przybylko     | Niemcy                             | xo   | o    | xo   | xxo  | xo   | 2,28     | Q,    |
| 2.   | Andrij Procenko       | Ukraina                            | o    | o    | o    | o    | xxx  | 2,25     | q     |
| 3.   | Sylwester Bednarek    | Polska                             | o    | xo   | xo   | o    | xxx  | 2,25     | q     |
| 4.   | Chris Baker           | Wielka Brytania                    | o    | o    | o    | xo   | xxx  | 2,25     | q     |
| 4.   | Gianmarco Tamberi     | Włochy                             | –    | o    | o    | xo   | xxx  | 2,25     | q     |
| 4.   | Falk Wendrich         | Niemcy                             | o    | o    | o    | xo   | xxx  | 2,25     | q     |
| 7.   | Tichomir Iwanow       | Bułgaria                           | o    | o    | xo   | xo   | xxx  | 2,25     | q     |
| 8.   | Konstandinos Baniotis | Grecja                             | –    | o    | xxo  | xo   | xxx  | 2,25     | q     |
| 9.   | Ilja Iwaniuk          | Autoryzowani lekkoatleci neutralni | o    | o    | o    | xxo  | xxx  | 2,25     |       |
| 10.  | Matúš Bubeník         | Słowacja                           | o    | o    | xxo  | xxo  | xxx  | 2,25     | SB    |
| 11.  | Adrijus Glebauskas    | Litwa                              | o    | xo   | o    | xxx  |      | 2,21     | PB    |
| 12.  | Alperen Acet          | Turcja                             | –    | xo   | xo   | xxx  |      | 2,21     |       |
| 12.  | Andrej Skabiejka      | Białoruś                           | o    | xo   | xo   | xxx  |      | 2,21     |       |
| 14.  | Maksim Niedasiekau    | Białoruś                           | o    | o    | xxo  | xxx  |      | 2,21     |       |
| 15.  | Martin Heindl         | Czechy                             | o    | xo   | xxx  |      |      | 2,16     |       |
| 15.  | Dmitrij Krojter       | Izrael                             | o    | xo   | xxx  |      |      | 2,16     |       |
| 17.  | Lukáš Beer            | Słowacja                           | o    | xxo  | xxx  |      |      | 2,16     |       |
| 18.  | Norbert Kobielski     | Polska                             | o    | xxx  |      |      |      | 2,10     |       |
| –    | Dmytro Demjaniuk      | Ukraina                            | xxx  |      |      |      |      | NM       |       |

### Finał
Opracowano na podstawie materiału źródłowego.
| Poz. | Zawodnik              | Reprezentacja   | 2,18 | 2,22 | 2,26 | 2,29 | 2,32 | 2,34 | 2,36 | Rezultat | Uwagi |
| ---- | --------------------- | --------------- | ---- | ---- | ---- | ---- | ---- | ---- | ---- | -------- | ----- |
| 01 ! | Gianmarco Tamberi     | Włochy          | o    | o    | o    | o    | xo   | x–   | xx   | 2,32     | =EL   |
| 02 ! | Konstandinos Baniotis | Grecja          | o    | xo   | xxo  | x–   | xx   |      |      | 2,26     |       |
| 02 ! | Andrij Procenko       | Ukraina         | o    | xo   | xxo  | x–   | xx   |      |      | 2,26     |       |
| 4.   | Chris Baker           | Wielka Brytania | o    | o    | xxx  |      |      |      |      | 2,22     |       |
| 4.   | Tichomir Iwanow       | Bułgaria        | o    | o    | xxx  |      |      |      |      | 2,22     |       |
| 6.   | Sylwester Bednarek    | Polska          | xo   | o    | xxx  |      |      |      |      | 2,22     |       |
| 7.   | Falk Wendrich         | Niemcy          | o    | xxx  |      |      |      |      |      | 2,18     |       |
| 8.   | Mateusz Przybylko     | Niemcy          | xxo  | xxx  |      |      |      |      |      | 2,18     |       |